# Polish Heritage Museum
Polish Heritage Museum ( Muzeum Dziedzictwa Polskiego w Auckland) – muzeum w Auckland w Nowej Zelandii. Zostało założone przez Jana Roy-Wojciechowskiego i otwarte w 2004 roku.

## Historia
17 września 1999 roku powstała z inicjatywy Jana Roy-Wojciechowskiego Polish Hertage Trust (Fundacja Polskiego Dziedzictwa) w Auckland. Organizacja zajmuje się popularyzacją polskiej kultury wśród Nowozelandczyków, organizuje kursy języka polskiego, narodowej literatury oraz historii, pośredniczy w wymianie studentów. W sklepiku w siedzibie fundacji można kupić publikacje o historii Polaków w Nowej Zelandii. Muzeum utrwala wspomnienia emigrantów na taśmach video i formie zapisów cyfrowych.  
W ramach działalności Fundacji 18 lipca 2004 roku w dzielnicy Auckland, Howick zostało otwarte Muzeum Polskiego Dziedzictwa. Mieści się w budynku, który jest siedzibą Fundacji. Muzeum gromadzi i prezentuje na wystawach stałych i czasowych eksponaty związane z Polską i Polakami w Nowej Zelandii. Wystawy stałe ukazują historię dzieci z Pahiatua, zbiory związane z polską kulturą: polskie stroje ludowe, gobeliny, hafty, lalki w strojach regionalnych, wycinanki, drewniane talerze itp, informacje o znanych Polakach, pamiątki wojenne, pamiętniki, artykuły prasowe i książki. 